# Aysenia elongata
Espèce
Aysenia elongata est une espèce d'araignées aranéomorphes de la famille des Anyphaenidae.

## Distribution
Cette espèce se rencontre au Chili dans les regions d'Araucanie,  des Fleuves, des Lacs, d'Aisén et de Magallanes et en Argentine dans les provinces de Neuquén, de Río Negro, de Chubut, de Santa Cruz et de Terre de Feu,.

## Description
La femelle décrite par Ramírez en 2003 mesure 2,67 mm.

## Publication originale
- Tullgren, 1902 : Spiders collected in the Aysen Valley by Mr P. Dusén. Bihang till Kongliga Svenska Vetenskaps-akademiens handlingar, vol. 28, no 4-1, p. 1-77 (texte intégral).